# Liste von Frauenpreisen
Diese Liste von Frauenpreisen enthält bedeutende Ehrungen und Auszeichnungen, die in Deutschland, Europa und der Welt vergeben werden.

## Preise nach räumlicher Zuordnung

### Deutschland
- Andere Worte – neue Töne (seit 2002) → ab 2013: Marlies-Hesse-Nachwuchspreis
- Anita-Augspurg-Preis (seit 1994)
- Anke Bennholdt-Thomsen-Lyrikpreis (seit 2010)
- Anne-Klein-Frauenpreis (seit 2012)[1]
- ARD/ZDF Förderpreis Frauen + Medientechnologie (seit 2009)
- Augspurg-Heymann-Preis (seit 2009)
- BeLL-Prix Preis für Nachwuchsforscherinnen der 11. und 12. Klasse an Sächsischen Gymnasien (seit 2014)[2]
- Berliner Frauenpreis (seit 1987)[3]
- Berliner Unternehmerin des Jahres (seit 2004)[4]
- Bielefelder Frauenpreis (seit 2014)[5]
- Bertha Benz-Preis (seit 2009)[6]
- BücherFrau des Jahres (seit 1996)
- Caroline-von-Humboldt-Preis (seit 2010)[7]
- Cornelia Goethe Preis (seit 2002)
- Clara-Zetkin-Frauenpreis (seit 2011)
- Dienstnadel für deutsche Eisenbahnerinnen (1944/45)
- Dora-Garbade-Preis (seit 2015)
- Dorothea Schlözer-Medaille (seit 1958)
- Dortmunder Frauenförderpreis (seit 2012)[8][9]
- Droste-Preis (seit 1957)
- Edith-Stein-Preis (seit 1995)
- Elisabeth-Norgall-Preis (seit 1978)
- Elisabeth-Selbert-Preis (seit 1983)
- Elisabeth-Siegel-Preis (seit 2001)
- Emma-Journalistinnen-Preis (seit 1990)
- Förderpreis für Frauenforschung und Frauenkultur der Stadt München (1986–1993)
- Frau Ava Literaturpreis (seit 2003)
- Frau des Jahres (seit 1982)
- Frauenförderpreis der Stadt Nürnberg (seit 1990)[10]
- Frauenkrimipreis der Stadt Wiesbaden (2000–2005)
- Gisela Bonn-Preis des Indian Council of Cultural Relations (seit 1997)[11]
- Hanna-Jursch-Preis (seit 2001)
- Hedwig-Dohm-Urkunde (seit 1991)
- Hedwig-Hintze-Frauenförderpreis (seit 2000)[12]
- Helene-Weber-Preis (seit 2009)
- Helga-Stödter-Preis der Handelskammer Hamburg (seit 2014)[13]
- Hertha-Sponer-Preis (seit 2002)
- Gabriele Münter Preis (seit 1994)
- Ida-Dehmel-Literaturpreis (seit 1968)
- Joana-Maria-Gorvin-Preis (seit 1995)
- Juliane-Bartel-Preis (seit 2001)
- Louise-Otto-Peters-Preis
- Louise-Schroeder-Medaille (seit 1998)[14]
- Margherita-von-Brentano-Preis (seit 1995)
- Marie Elisabeth Lüders-Wissenschaftspreis (seit 2009)
- Marie Juchacz-Frauenpreis, Landesregierung von Rheinland-Pfalz (seit 2019), benannt nach der deutschen Frauenrechtlerin Marie Juchacz (1879–1956), Preisträgerin 2020: Marlies Krämer[15][16]
- Marlies-Hesse-Nachwuchspreis (seit 2002; bis 2012: JB-Nachwuchspreis Andere Worte – neue Töne)
- Mestemacher Preis Managerin des Jahres (seit 2002)
- Monika-Thiemen-Preis (seit 2007)[17]
- Olympe-de-Gouges-Preis (seit 2001)
- Preis Frauen Europas (seit 1991)[18]
- Roswitha-Preis (1973–1996)
- Sophie La Roche-Preis (seit 2010)
- Tony-Sender-Preis (seit 1992)
- Valentine Rothe Preis (seit 2009)[19]
- Victress Award (seit 2006)[20] und [21]
- Women in Media Award (seit 2013)[22]

### Österreich
- Käthe-Leichter-Preis (seit 1991)[23]
- Marianne-von-Willemer-Preis (seit 2000)
- Wiener Frauenpreis (seit 2002)
- Johanna-Dohnal-Förderpreis (seit 2004)[24]
- Medienlöwin (seit 2006)
- Liese-Prokop-Frauenpreis (seit 2007)
- Grazer Frauenpreis (seit 2009)
- Frauenring-Preis (seit 2011)
- Gabriele-Heidecker-Preis (seit 2011)[25]
- summerau,96 - Hörspielpreis für Frauen (seit 2012)[26]
- BAWAG P.S.K. Frauenpreis (seit 2013)[27]
- Veza-Canetti-Preis der Stadt Wien (seit 2014)
- Frauenpreis der TU Wien (seit 2015)[28]
- Hedy Lamarr Preis der Stadt Wien (seit 2018)

### Europa
- Premio Minerva Anna Maria Mammoliti (Italien, seit 1983)[29]
- Ida-Somazzi-Preis (Schweiz, seit 1976)
- Sylvia-Michel-Preis
- Tagea Brandts Rejselegat, (Dänemark, seit 1924)
- Prémio Bárbara Virginia, portugiesische Filmpreis für Frauen, seit 2015

### Weltweit
- Anonymous Was A Woman (USA, seit 1996)
- Flo Hyman Award (USA, 1987–2004)
- Frauenliteraturpreis (Japan, seit 1946, wurde mehrfach umbenannt)
- Garvan-Olin-Medaille (USA, seit 1937)
- Gruber-Preis für Frauenrechte
- Janet Heidinger Kafka Prize (USA, seit 1975)
- Margaret W. Rossiter History of Women in Science Prize (seit 1987)
- Maria Goeppert-Mayer Award (USA, American Physical Society, seit 1986)
- Nari Shakti Puraskar (Indien, seit 1999)
- Noether Lecture (USA, seit 1980)
- Outstanding Women in Buddhism Awards (Thailand, seit 2001)
- Two Wings Award (seit 1998)
- UNESCO-L’Oréal-Preis (seit 1998)
- Veuve Clicquot Business Woman of the Year (seit 1974)
- Women's Caucus for Art Lifetime Achievement Award, (USA seit 1979)
- Women’s World Award
- Premio Sor Juana Inés de la Cruz (Lateinamerika)
- Ruth Lyttle Satter Prize in Mathematics der American Mathematical Society (seit 1991)
- Agnes Fay Morgan Research Award (seit 1951)

## Preise nach Thema

### Wissenschaft und Technik

#### MINT
- Agnes Fay Morgan Research Award (seit 1951 mindestens alle drei Jahre, seit 1990 jährlich – Chemie)
- BeLL-Prix (Nachwuchsforscherinnen der 11. und 12. Klasse an Sächsischen Gymnasien)
- Bertha Benz-Preis (seit 2009 jährlich – Ingenieurwissenschaften)
- Frauenpreis der TU Wien (seit 2015 jährlich – Hochschulpreis)
- Garvan-Olin-Medaille (seit 1937, bzw. seit 1946 jährlich – Chemie)
- Hedy Lamarr Preis (seit 2018 jährlich – Informationstechnologie)
- Hertha-Sponer-Preis (seit 2002 jährlich – Physik)
- ICM Emmy Noether Lecture  (seit 1994 alle vier Jahre – Mathematik)
- Krieger-Nelson-Preis (seit 1995 fast jährlich – Mathematik)
- Maria Goeppert-Mayer Award (seit 1986 jährlich – Physik)
- Miss Geek Africa (seit 2017, zuvor seit 2014 als Miss Geek Rwanda – MINT-Fächer)
- Noether Lecture (seit 1980 jährlich – Mathematik)
- Pearl Meister Greengard Prize (seit 2004 jährlich – Biomedizin)
- Rosalind Franklin Award (seit 2003 jährlich – Wissenschaft und Technik / MINT)
- Ruth Lyttle Satter Prize in Mathematics der American Mathematical Society (seit 1991 alle zwei Jahre)
- TOP25 (im Jahr 2011 – Ingenieurwissenschaften)
- UNESCO-L’Oréal-Preis (seit 1998 jährlich, zuvor als Helena Rubinstein International Awards for Women in Science – Lebenswissenschaften, Materialwissenschaften, Medizin, Naturwissenschaften, Mathematik)
- Weizmann Women in Science Award (seit 1994 etwa alle zwei Jahre – Wissenschaften, vor allem MINT)

#### Sozialwissenschaften, Wirtschaftswissenschaften, Theologie, Philosophie
- Carolyn Shaw Bell Award (seit 1998 jährlich – Wirtschaftswissenschaften)
- Cornelia Goethe Preis (2002–2012 jährlich, seitdem alle zwei Jahre – Geschlechterforschung)
- Johanna-Dohnal-Förderpreis (seit 2006 (fast) jährlich, zuvor seit 2004 als Johanna-Dohnal-Teilstipendium – Master- bzw. Diplomarbeiten, Dissertationen)
- Carolyn Shaw Bell Award (seit 1998 jährlich – Wirtschaftswissenschaften)
- Elisabeth of Bohemia Prize (bisher 2018 und 2019 – Geschichte der Philosophie)
- Elisabeth-Selbert-Preis (von 1983 bis 2003 jährlich, seitdem etwa alle zwei Jahre – Wissenschaftliche Leistungen zur Gleichberechtigung)
- Hanna-Jursch-Preis (seit 2001/2002 etwa alle zwei Jahre – Wissenschaftliche Theologie)
- Käthe-Leichter-Preis (seit 1991 – Geschlechterforschung)
- Margherita-von-Brentano-Preis (1995–2011 jährlich, seit 2011 alle zwei Jahre – Geschlechterforschung)

#### Wissenschaften allgemein
- Caroline-von-Humboldt-Preis (Postdoc)[30]
- Maria Gräfin von Linden-Preis (seit 2001 – alle zwei Jahre)[31]

#### Wissenschaftsgeschichte
- Margaret W. Rossiter History of Women in Science Prize (seit 1987 jährlich)

### Kunst und Musik